# Від заходу до світанку (фільм)
«Від заходу до світанку» (англ. From Dusk Till Dawn) — культова американська екшн-хорор-комедія 1996 року режисера Роберта Родрігеса за сценарієм Квентіна Тарантіно та Роберта Курцмана. Головні ролі зіграли Гарві Кейтель, Джордж Клуні, Квентін Тарантіно, Ернест Лю та Джульєтт Льюїс. Сюжет розповідає про американських братів-злочинців (грають Клуні та Тарантіно), які беруть у заручники сім’ю (грають Кейтель, Лю та Льюїс), щоб потрапити до Мексики, але зрештою опиняються в пастці стрип-бару, в якому людьми харчуються вампіри.
Фільм вийшов на екрани 17 січня 1996 року і отримав змішані відгуки критиків, які описали фільм як добре знятий, але надмірно жорстокий. Після фінансового успіху в прокаті «Від заходу до світанку» набув культового статусу і породив медіа-франшизу з фільмів-продовжень, відеоігор та інших медіа-адаптацій. Згодом іншими режисерами, сценаристами та за участі інших акторів були відзняті дві стрічки: у 1999 році — мідквел «Від заходу до світанку 2: Криваві гроші Техасу», а у 2000 році — приквел «Від заходу до світанку 3: Донька ката». Прем'єра телесеріалу «Від заходу до світанку» відбулася в мережі El Rey у березні 2014 року.
Фільм отримав 7 нагород і 13 номінацій, в тому числі премію MTV за найкращий прорив року (Джордж Клуні).

## Сюжет
Брати Сет і Річард Гекко прямують до кордону Штатів і Мексики. Після втечі з в'язниці Сета, організованої за допомогою брата, усунувши по дорозі шерифа, кількох поліцейських та цивільних, вони вирішують залишити країну. Пограбувавши банк, брати взяли в заручниці одну з працівниць. Схильний до насильства Річард вбиває її, коли брат відлучається. Але обом Гекко потрібно вибиратися з країни — вони вже домовилися з мексиканською мафією, що ті за тридцять відсотків суми награбованого дають їм притулок на своїй території в легендарному місті Ель-Рей. Справа залишилася за малим — минути ФБР і поліцію штату Техас, для яких затримання двох бандитів — справа честі.
Для цього брати привласнюють фургон сім'ї Фуллер, що прямує на ньому в Мексику. Батько, син і дочка зупиняються на нічліг в тому ж готелі, де тимчасово приховуються Гекко. Голова сімейства — Джейкоб, колишній пастор, який втратив ревність у своїй вірі після трагічної смерті дружини.
Брати Гекко беруть в заручники родину, і, сховавшись в їх фургоні, перетинають кордон. Вони зупиняються в заздалегідь домовленому місці — стрип-барі, що працює від заходу до світанку. Тут жанр фільму різко змінюється. В барі їх очікує неприємний сюрприз — виявляється, він належить вампірам, що харчуються кров'ю проїжджих далекобійників і байкерів. Компанії належить стати на боротьбу з породженням пекла.
Королева вампірів кусає одного з братів — Річі. Інший же вбиває її. Тим часом Річі стає вампіром. Його брат Сет вбиває його, всадивши осиковий кілок йому в груди. Незабаром всі відвідувачі стали вампірами, один з них обернув Джейкоба на вампіра. Скотту довелося застрелити батька, оберненого у вампіра. Потім Скотт теж став жертвою кровопивців, і Кейт прикінчила його. У підсумку людьми з бару вдалося вибратися Кейт і Сету.
У фіналі Кейт пропонує Сету поїхати з ним, але той відправляє її додому, пояснюючи це тим, що він «негідник, але не настільки». Камера від'їжджає від будівлі бару, і стає видно, що це — вершина піраміди майя.

## Ролі
| Актор             | Роль                                 |
| ----------------- | ------------------------------------ |
| Джордж Клуні      | Сет Геко                             |
| Квентін Тарантіно | Річард Геко                          |
| Гарві Кейтель     | Джейкоб Фулер                        |
| Джульєтт Льюїс    | Кейт Фуллер                          |
| Ернест Лю         | Скотт Фуллер                         |
| Сальма Хаєк       | Сантаніко Пандемоніум                |
| Чіч Марін         | прикордонник Карлос                  |
| Денні Трехо       | Чарлі                                |
| Том Савіні        | 'Секс-машина                         |
| Фред Вільямсон    | Фрост                                |
| Майкл Паркс       | техаський рейнджер Ерл Макгроу       |
| Бренда Гіллгауз   | заручник Глорія Гілл                 |
| Джон Саксон       | агент ФБР Стенлі Чейз                |
| Марк Лоуренс      | старий годинникар мотелю Овнера      |
| Келлі Престон     | диктор Келлі Гоґ                     |
| Джон Гокс         | Піт Боттомс (касир винного магазину) |
| Tito & Tarantula  | жіночий гурт бару «Кручені цицьки»   |

## Виробництво
Проєкт задумав Роберт Курцман. Початкова історія налічувала 24 сторінки, включно з описом фільму та персонажів. «Від заходу сонця до світанку» планувався, як малобюджетний фільм, в якому ізольована група персонажів опинилася в обстановці, що нагадувала б фільм Напад на 13-й відділок.
Спочатку сценарій мав написати Джон Експозито, проте через його зайнятість Курцман почав шукати інших сценаристів для чернетки. Давній друг і продюсер Девід Гудман розповів та познайомив Курцмана з Квентіном Тарантіно. Тарантіно надіслав кілька сценаріїв, тому «Від заходу до світанку» фактично став його першою професійною роботою.
Виробництво фільму зайняло наступні десять років. Спочатку авторам скрізь відмовляли, і ніхто не хотів його робити. Проєкт називався «надто вульгарним і жорстоким», а сюжетний поворот від дорожнього фільму до фільму про вампірів сприймався негативно. Коли до проєкту приєднався Роберт Родрігес, то малобюджетний фільм вартістю $1,5 млн перетворився на великобюджетний бойовик із $17 млн.

### Алюзії
Слова Брати Геко Gecko натхненні «Братами Фрог» у вампірському фільмі 1987 р. Втрачені хлопці. Ерл Макгроу став циклічним персонажем у роботах Родрігеса і Тарантіно, пізніше з'являється у фільмах Вбити Білла, Планета страху і Доказ смерті. Чанго та пістолет Секс-машини — посилання на фільм Родрігеса 1995 р. Десперадо. Сет повертається в готель з великими гамбургерами Кахуни (англ. Big Kahuna Burgers), які були використані в Кримінальному чтиві і згадані в Доказі смерті.

## Реліз
Світова прем'єра відбулася 17 січня 1996 р. У перший тиждень фільм зібрав $10 240 805 в США, що робить його найкасовішим фільмом тижня. Наступного тижня фільм впав до третього місця за величиною зборів в прокаті, де зібрав $4 851 921. Від заходу до світанку заробив в цілому $25 836 616 в кінотеатрах.

## Сприйняття
Рейтинг фільму на сайті IMD складає 7,3/10 на основі 172 972 голосів, Metacritic — 52 % підтримки критиків і 7,5/10 оцінка користувачів, Rotten Tomatoes — 63 % свіжості та 77 % оцінка користувачів.

### Нагороди
| Нагорода                  | Категорія                               | Роль              | Результат |
| ------------------------- | --------------------------------------- | ----------------- | --------- |
| Fangoria Chainsaw Award   | Найкращий провідний актор               | Джордж Клуні      | Перемога  |
| MTV Movie Award           | Найкращий прорив                        | Джордж Клуні      | Перемога  |
| Saturn Award              | Найкращий актор                         | Джордж Клуні      | Перемога  |
| Saturn Award              | Премія «Сатурн» за найкращий фільм жаху |                   | Перемога  |
| Saturn Award              | Найкращий режисер                       | Роберт Родрігес   | Номінація |
| Saturn Award              | Найкращий актор другого плану           | Харві Кейтель     | Номінація |
| Saturn Award              | Найкраща актриса другого плану          | Джульєтт Льюїс    | Номінація |
| Золота малина             | Найгірший актор другого плану           | Квентін Тарантіно | Номінація |
| Stinkers Bad Movie Awards | Найгірший актор другого плану           | Квентін Тарантіно | Номінація |

## Відеогра
Відеогра з такою ж назвою вийшла для Windows у 2001 році. Вона основана на подіях, які відбуваються відразу після закінчення фільму.

## Продовження
«Від заходу до світанку» має два продовження, що вийшли прямо на відео — сиквел Від заходу до світанку 2: Криваві гроші Техасу і приквел Від заходу до світанку 3: Донька ката. Обидва отримали погані відгуки критиків. Денні Трехо — єдиний актор, який з'являється в усіх трьох фільмах, хоча Майкл Паркс з'являється у двох — Від заходу до світанку і Дочці ката. Родрігес, Тарантіно і Лоуренс Бендер стали продюсерами всіх трьох фільмів.

## Телебачення
17 березня 2014 р. відбулася прем'єра однойменного телесеріалу, натхненного першим фільмом, у мережі El Rey продюсера та режисера Родрігеса. Шоу досліджує та розширює акцент на персонажах і подіях з фільму, забезпечуючи ширші масштаби сюжету та багатшу міфологію ацтеків.
Виробництво серіалу завершилося в 2016 році, компанія Deadline Hollywood повідомила, що 31 жовтня актори звільнені від своїх контрактів.